# Witvleugelspreeuw
De witvleugelspreeuw (Neocichla gutturalis; synoniem: Turdus eremita) is een vogelsoort uit de familie Sturnidae.

## Verspreiding en leefgebied
Deze soort komt voor in Angola, Malawi, Tanzania en Zambia en telt twee ondersoorten:
- N. g. gutturalis: zuidelijk Angola.
- N. g. angusta: Zambia, Tanzania en Malawi.